# Ail en chemise

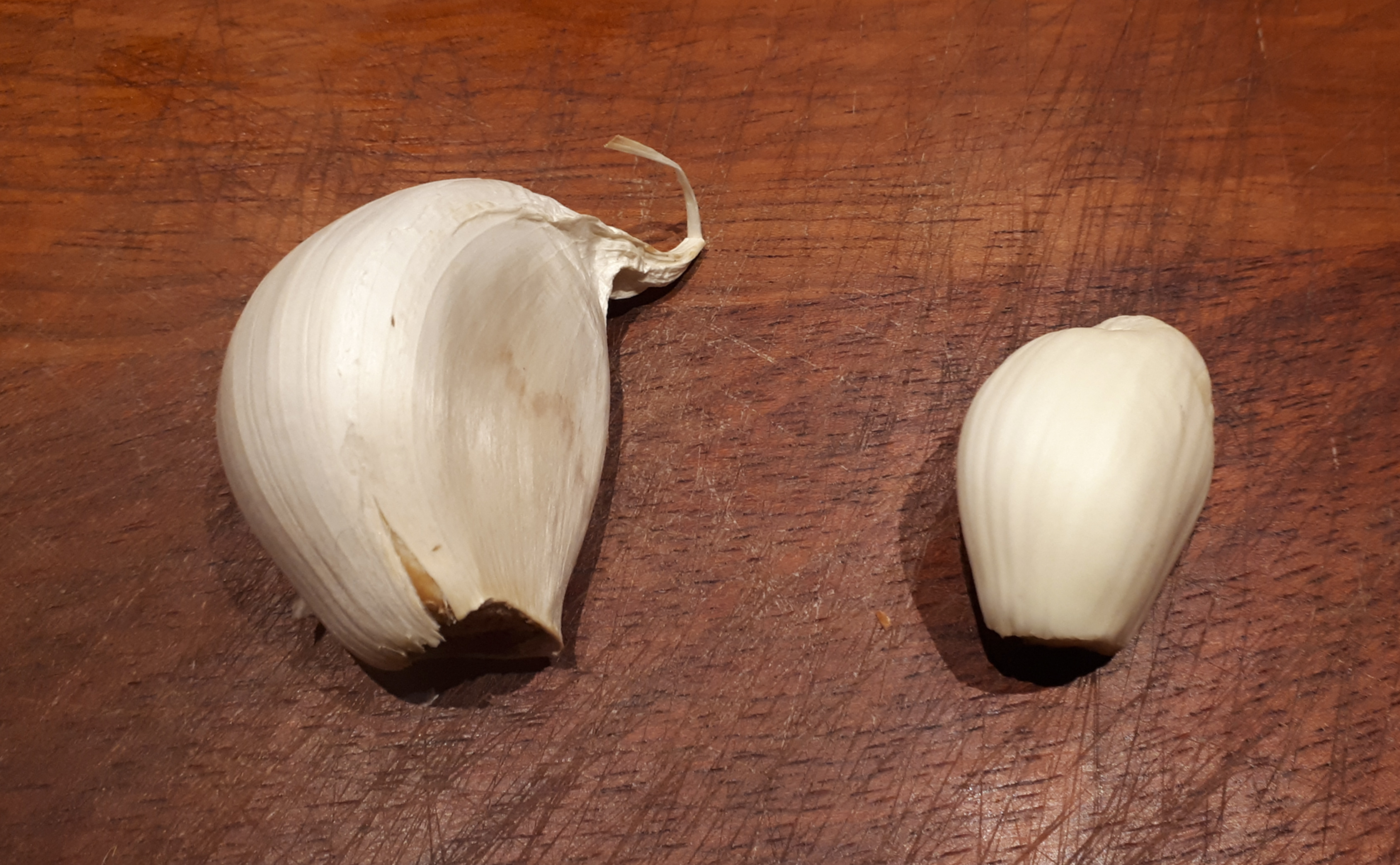
Gousse d'ail en chemise (à gauche) et épluchée (à droite)

L'ail en chemise se dit des têtes ou des gousses d'ail, qui sont utilisées en cuisine sans être épluchées. Elles sont cuites ainsi au four ou à l'eau,.

## Intérêts

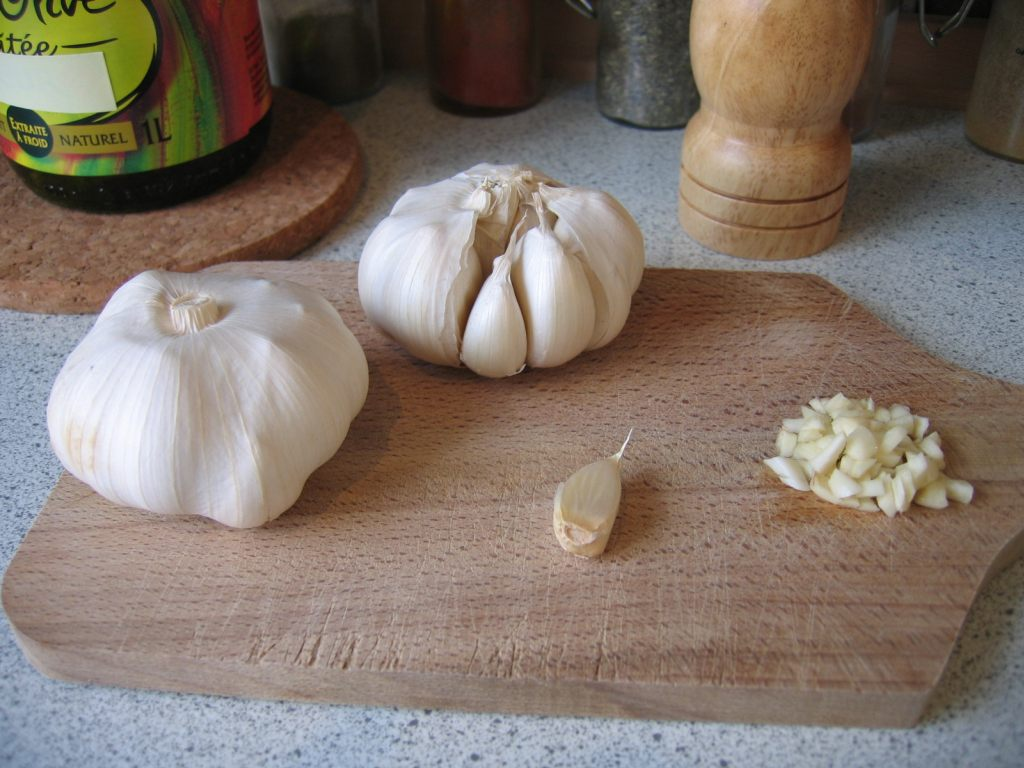
De gauche à droite : une tête d'ail, une tête d'ail en partie épluchée, une gousse d'ail en chemise, une gousse d'ail émincée

Grâce à la peau, l'ail cuit à l'étouffée. Il est en quelque sorte confit. Il devient plus doux, savoureux et moins agressif. Certaines recettes utilisent la tête d'ail entière, d'autres seulement les gousses d'ail (ou caïeux) qui la composent, et toujours sans épluchage.

## Utilisation
L'ail en chemise s'emploie dans des plats tels que les rôtis de veau, d'agneau et de volaille. Les gousses d'ail en chemise peuvent parfumer en douceur des soupes et des bouillons, pour n'être retirées qu'au moment de servir,. 

## Préparation
Pour la cuisson au four, où elle est rôtie ou grillée, c'est souvent la tête entière de l'ail en chemise qui est utilisée, après avoir été étêtée et badigeonnée à l'huile d'olive. 
En cuisson à l'eau, on utilise plus couramment les gousses d'ail en chemise.